# تشا جونغ هيوك
تشا جونغ هيوك (بالإنجليزية: Cha Jong-Hyok) (مواليد 25 سبتمبر 1985 في بيونيانغ) لاعب كرة قدم كوري شمالي يلعب حاليا لصالح نادي ويل الكوري الشمالي .

## روابط خارجية
- تشا جونغ هيوك على موقع الاتحاد الدولي (مؤرشف)  (الإنجليزية)
- تشا جونغ هيوك على موقع قاعدة بيانات كرة القدم.إي يو (الإنجليزية)
- تشا جونغ هيوك على موقع ناشيونال فوتبول تيمز (الإنجليزية)
- تشا جونغ هيوك على موقع Soccerway.com (الإنجليزية)
- تشا جونغ هيوك على موقع عالم كرة القدم.نت (الإنجليزية)